# Connop Thirlwall

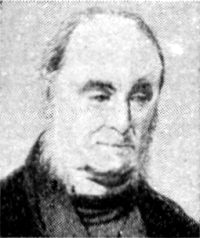
Connop Thirlwall

Connop Thirlwall (* 11. Februar 1797 in Stepney, Middlesex; † 27. Juli 1875 in Bath) war ein britischer Geistlicher und Historiker, als dessen Hauptwerk die zwischen 1835 und 1844 erschienene History of Greece („Geschichte Griechenlands“) gilt. Von 1840 bis 1874 hatte er das Amt des Bischofs von St Davids inne.

## Leben
Thirlwall wurde am 11. Februar 1797 im heutigen Londoner Stadtteil Stepney als Sohn eines Geistlichen geboren, seine Familie stammte ursprünglich aus Northumberland im Norden Englands. Schon früh begann er mit dem Lesen und Lernen von Fremdsprachen: im Alter von drei Jahren beherrschte er Latein, mit vier Jahren konnte er Griechisch lesen. 1809, als er elf Jahre alt war, wurden seine gesammelten Essays und Gedichte von seinem Vater unter dem Titel Primitiæ veröffentlicht; später versuchte Thirlwall vehement, die Verbreitung dieses Werks zu verhindern. Nachdem er die Charterhouse School, eine Godalminger Privatschule, besucht hatte, schrieb sich Thirlwall 1814 ins Trinity College der Universität Cambridge ein, wo er Jura studierte und 1825 als Anwalt zugelassen wurde. Trotzdem entschied er sich, diesen Beruf aufzugeben und stattdessen Priester zu werden. 1827 folgte die Ordination, ein Jahr später kehrte Thirlwall zurück nach Cambridge, um sich dort an seinem ehemaligen College als Tutor zu betätigen.
Im Jahr 1835 begann Thirlwall mit der Arbeit an seiner History of Greece. Ursprünglich war das Werk als reine Auftragsarbeit für den Theologen Dionysius Lardner geplant, es sollte im Rahmen von Lardners Cabinet Cyclopædia, einer 133-bändigen Universalenzyklopädie, erscheinen und zwei bis drei duodezformatige Bände umfassen. Der Umfang wurde schließlich auf acht Bände erweitert, deren letzter im Jahr 1844 veröffentlicht wurde; das Werk war weiterhin so erfolgreich, dass es später nachgedruckt wurde und in weiteren Auflagen erschien.
1840 wurde Thirlwall auf Empfehlung Lord Melbournes zum Bischof der walisischen Kleinstadt St Davids ernannt; dies traf sowohl von englischer als auch von walisischer Seite auf Widerstand. Erstere lehnte Thirlwall wegen seiner Aufgeschlossenheit und Toleranz in religiösen Fragen ab, letztere, weil er weder aus Wales stammte noch des Walisischen mächtig war. Der walisische Schriftsteller und Diakon David James forderte ihn in einem scharf formulierten Brief zum Rücktritt auf; Thirlwall nahm dies als Ansporn, Walisisch zu lernen, und bot James 1860 ein Archidiakonat in seinem Bistum an. Während seiner Amtszeit als Bischof war Thirlwall – auch aufgrund seiner Schweigsamkeit und der sarkastischen Art, mit der er die Menschen in seinem Bistum behandelte – nie beliebt beim walisischen Volk, obwohl er seine Reden und Predigten teilweise auf Walisisch abhielt und niederschrieb.
Als der Bischof der südafrikanischen Diözese Natal, John William Colenso, in den 1860er Jahren wegen seines religiösen Standpunkts in die Kritik der anglikanischen Kirche geriet, weigerte sich Thirlwall als einer von vier Bischöfen im House of Lords, ihm ein Predigtverbot in seinem Bistum zu erteilen. Weiterhin war er der einzige Bischof, der einer an Colenso gerichteten schriftlichen Forderung, sein Bischofsamt niederzulegen, die Unterschrift verweigerte.
1869 verabschiedete das britische Parlament den Irish Church Act, der die Trennung der Church of Ireland vom irischen Staat beschloss und so ihren Status als Staatskirche aufhob. Thirlwall befürwortete den Beschluss, jedoch stellte er sich auch mit dieser Entscheidung gegen die anderen Bischöfe im House of Lords.
In den letzten Jahren seiner Amtszeit entfremdete sich Thirlwall immer weiter von den Geistlichen in seiner Diözese und verließ sich vermehrt auf seine Archidiakone. Nachdem er erblindet war und einen Schlaganfall erlitten hatte, gab er seinen Bischofssitz 1874 auf und setzte sich zur Ruhe. Am 27. Juli 1875 starb er im Alter von 78 Jahren in seinem Wohnsitz im südenglischen Bath, woraufhin er in der Westminster Abbey in London bestattet wurde.

## Zitate
“I am not aware of having refused to others the license which I ever claimed to myself. And, if it please God, I shall never consent to the narrowing by a hair’s breadth that latitude of opinion which the Church has hitherto conceded to her ministers.”

„Ich bin mir nicht bewusst, jemals anderen etwas verboten zu haben, das ich mir selbst erlaube. Außerdem, so Gott will, werde ich niemals einer noch so kleinen Einengung der Meinungsfreiheit zustimmen, welche die Kirche ihren Mitgliedern bisher einräumt.“

## Werke (Auswahl)
- Primitiæ. Or, Essays and Poems on Various Subjects, Religious, Moral and Entertaining. London 1809.
- A History of Greece. 8 Bände. Longman, Rees, Orme, Brown, Green & Longman, London 1835–1844.
- Worship in Holy Communion and Almsgiving. Duties on the Lord’s Day. In: Sermons for Sundays, Festivals and Fasts. 1845.
- Remains, Literary and Theological, of Connop Thirlwall, Late Lord Bishop of St. David’s. Hrsg.: J. J. Stewart Perowne. 3 Bände. Daldy, Isbister & Co., London 1877–1878.
- Letters, Literary and Theological, of Connop Thirlwall, Late Lord Bishop of St. David’s. Hrsg.: J. J. Stewart Perowne. Richard Bentley & Son, London 1881.
- Letters to a Friend. Hrsg.: Arthur Penrhyn Stanley. Richard Bentley & Son, London 1881.

### Als Übersetzer
- Friedrich Schleiermacher: Critical Essay on the Gospel of St. Luke. Originaltitel: Über die Schriften des Lukas. Ein kritischer Versuch. London 1825.
- Barthold Georg Niebuhr: History of Rome. Originaltitel: Römische Geschichte. 1828 (mit Julius Charles Hare)